# Paniere
In statistica economica il paniere o paniere di consumo è un insieme di beni e servizi rappresentativi degli effettivi consumi delle famiglie in uno specifico anno. 
I beni e servizi componenti un paniere, ponderati ciascuno secondo un peso proporzionale al grado di importanza che il prodotto rappresenta nell'ambito dell'intero paniere (e quindi in quello dei consumi della collettività), costituiscono la base per il calcolo degli indici dei prezzi. Il grado d'importanza dei beni e servizi all'interno del paniere è collegato alla quantità ed alla frequenza di acquisto del bene o servizio stesso.
Il paniere usato dall'Istituto Nazionale di Statistica nel 2012 come base di calcolo degli indici dei prezzi al consumo in Italia consta di un insieme di 1.398 beni e servizi (paniere ISTAT), aumentati a 1792 nel 2022. Il termine può riferirsi anche a un insieme di strumenti finanziari, quali una moneta valorizzata da un paniere di altre valute come l'ECU, oppure un indice formato da un paniere di titoli azionari come lo Standard & Poor's.